# خمسون ظل طليق (فلم)
خمسون ظل طليق هو فيلم رومانسي دراما من إخراج جايمس فولي مبني على رواية تحمل نفس الاسم للكاتبة إي. إل. جيمس،الفيلم من بطولة داكوتا جونسون،جيمي دورنان،اريك جونسون،إلويس مومفورد وريتا أورا.

## روابط خارجية
مقالات تستعمل روابط فنية بلا صلة مع ويكي بيانات